# Sheridan (Arkansas)
Sheridan es una ciudad ubicada en el condado de Grant en el estado estadounidense de Arkansas. En el Censo de 2010 tenía una población de 4603 habitantes y una densidad poblacional de 146,37 personas por km².

## Geografía
Sheridan se encuentra ubicada en las coordenadas 34°19′18″N 92°26′35″O / 34.32167, -92.44306. Según la Oficina del Censo de los Estados Unidos, Sheridan tiene una superficie total de 31.45 km², de la cual 31.43 km² corresponden a tierra firme y (0.04%) 0.01 km² es agua.

## Demografía
Según el censo de 2010, había 4603 personas residiendo en Sheridan. La densidad de población era de 146,37 hab./km². De los 4603 habitantes, Sheridan estaba compuesto por el 94.98% blancos, el 1.59% eran afroamericanos, el 0.43% eran amerindios, el 0.48% eran asiáticos, el 0.02% eran isleños del Pacífico, el 1.28% eran de otras razas y el 1.22% pertenecían a dos o más razas. Del total de la población el 2.85% eran hispanos o latinos de cualquier raza.